# Герб Довжанська
Герб Довжанська — герб міста Довжанськ Луганської області.
Затверджено 25 жовтня 2002 року рішенням № 62 сесії міської ради.

## Опис
З авторського опису герба: «Щит скошений золотими булавою і перначем чотиридільно сріблом, двічі зеленим і чорним. На першій частині два чорних молотка із золотими руків'ями, покладеними в косий хрест. На другій частині срібний сошник. На третій частині срібні язики полум'я. На четвертій частині золоте сонце, що сходить, з такими ж променями, прямими і полум'яподібними поперемінно». 